# تشاه ناصر أباد
تشاه ناصر أباد هي قرية في مقاطعة دهقان، إيران. يقدر عدد سكانها بـ 0 نسمة بحسب إحصاء 2016.